# 캐럴라인날여우박쥐
캐럴라인날여우박쥐 또는 폰페이날여우박쥐(Pteropus molossinus)는 큰박쥐과에 속하는 박쥐의 일종이다. 미크로네시아의 토착종으로 왕박쥐속에 속한다. 자연 서식지는 아열대 또는 열대 건조림이다. 상업용 포획이 금지되기 이전에 수출을 위해 사냥이 되고 개체수의 풍부성에 영향을 주었다. 확대되는 농경지때문에 서식지 감소로 위협을 받고 있다.